# ميخائيل لينوكس
ميخائيل لينوكس (بالإنجليزية: Michael Lennox)‏ هو مخرج بريطاني، ولد في القرن العشرين في مقاطعة أنترم في المملكة المتحدة.

## وصلات خارجية
- ميخائيل لينوكس على موقع IMDb (الإنجليزية)
- ميخائيل لينوكس على موقع ألو سيني (الفرنسية)
- ميخائيل لينوكس على موقع أول موفي (الإنجليزية)
- ميخائيل لينوكس على موقع قاعدة بيانات الفيلم (الإنجليزية)
- ميخائيل لينوكس على موقع كينوبويسك (الروسية)